# 灝景灣

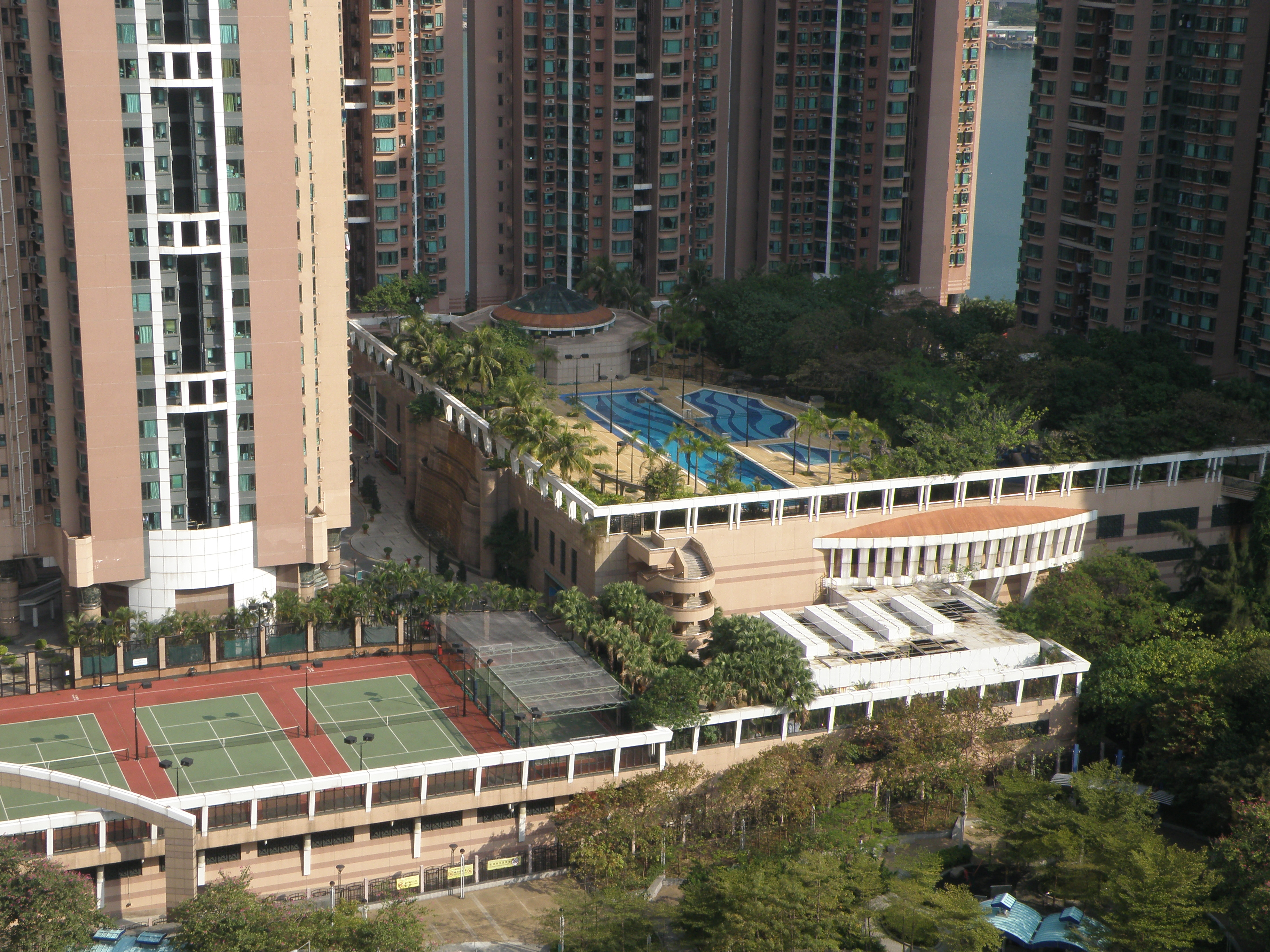
灝景灣會所

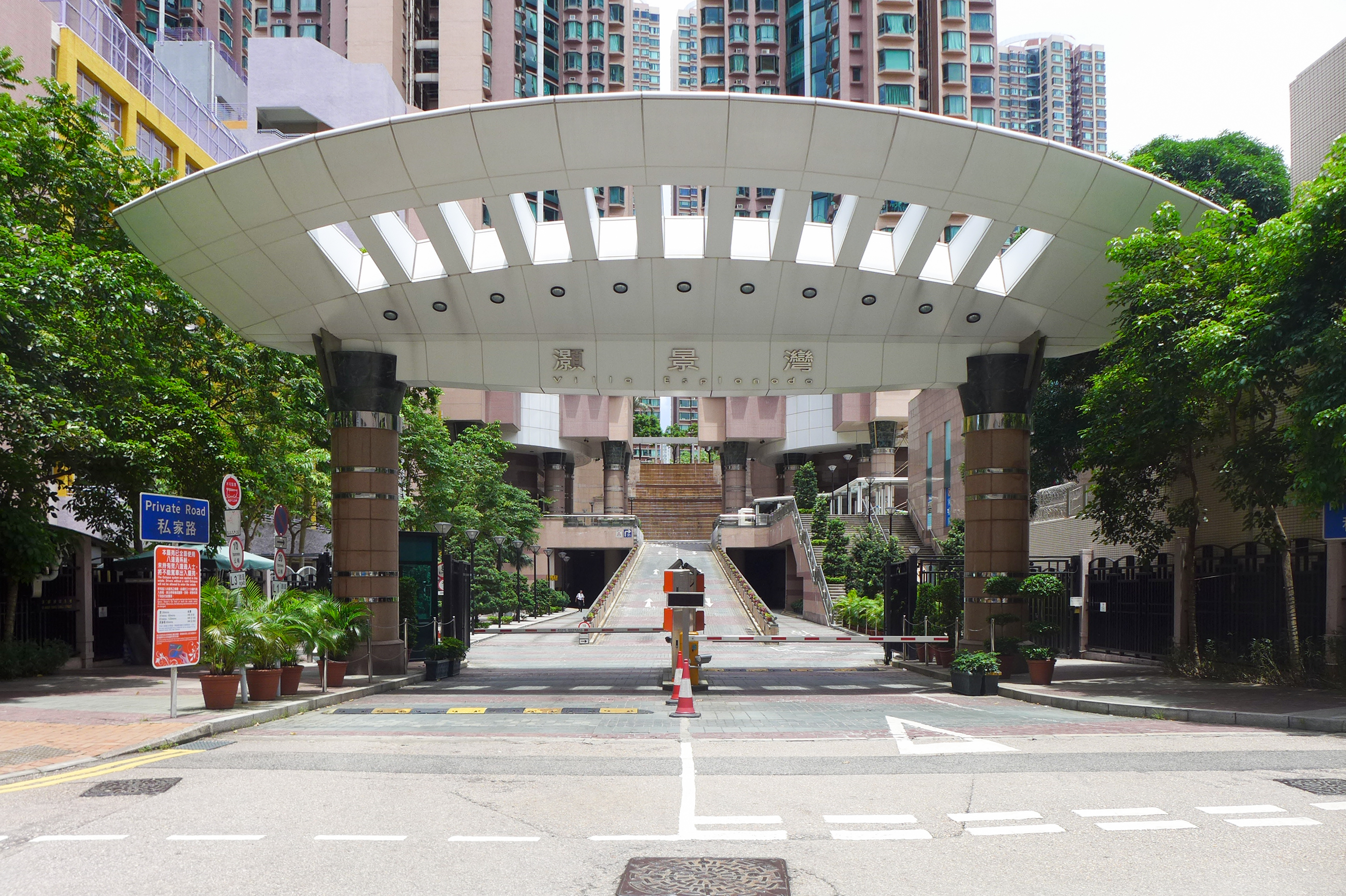
灝景灣入口

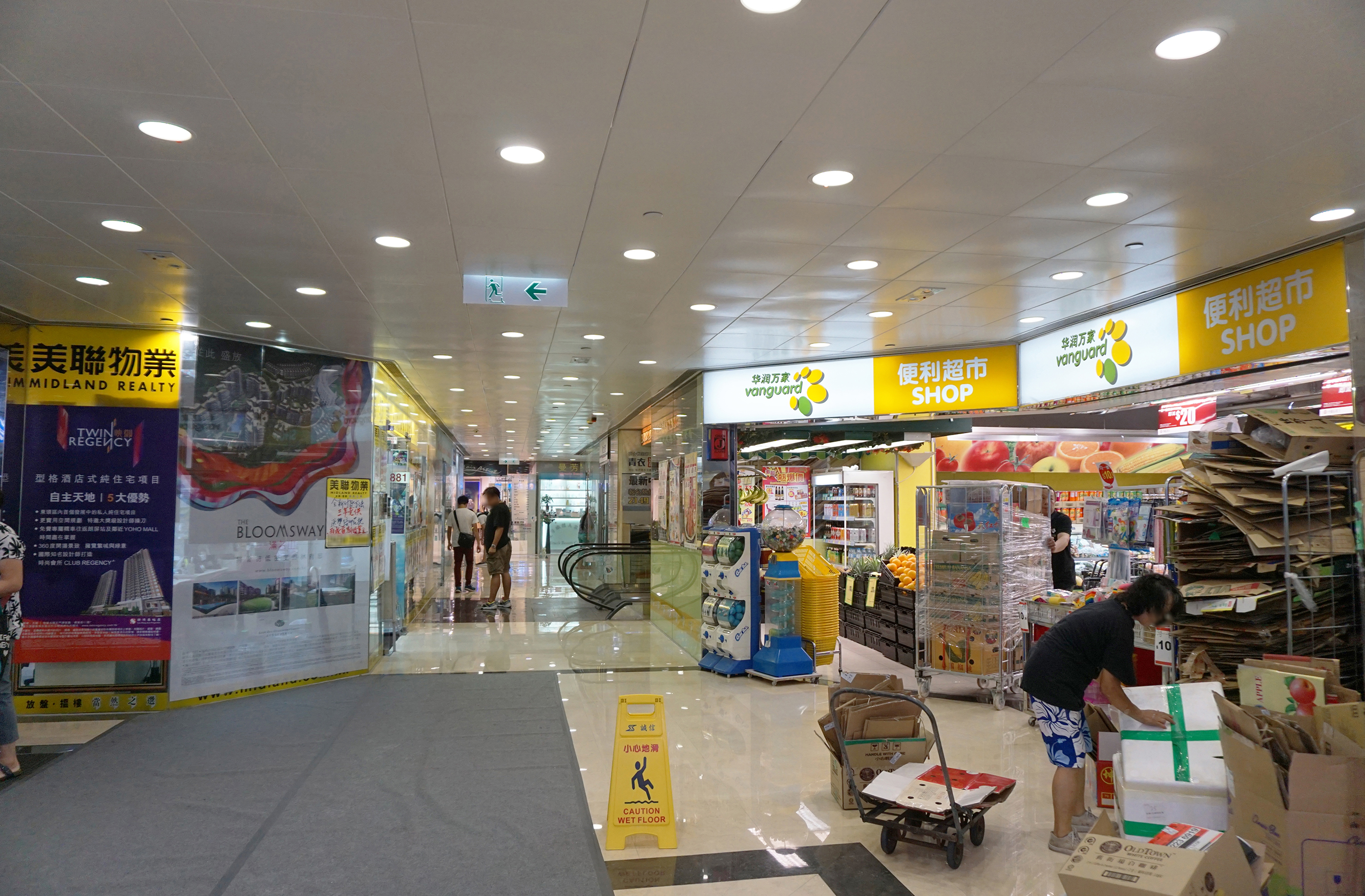
灝景灣商場1樓

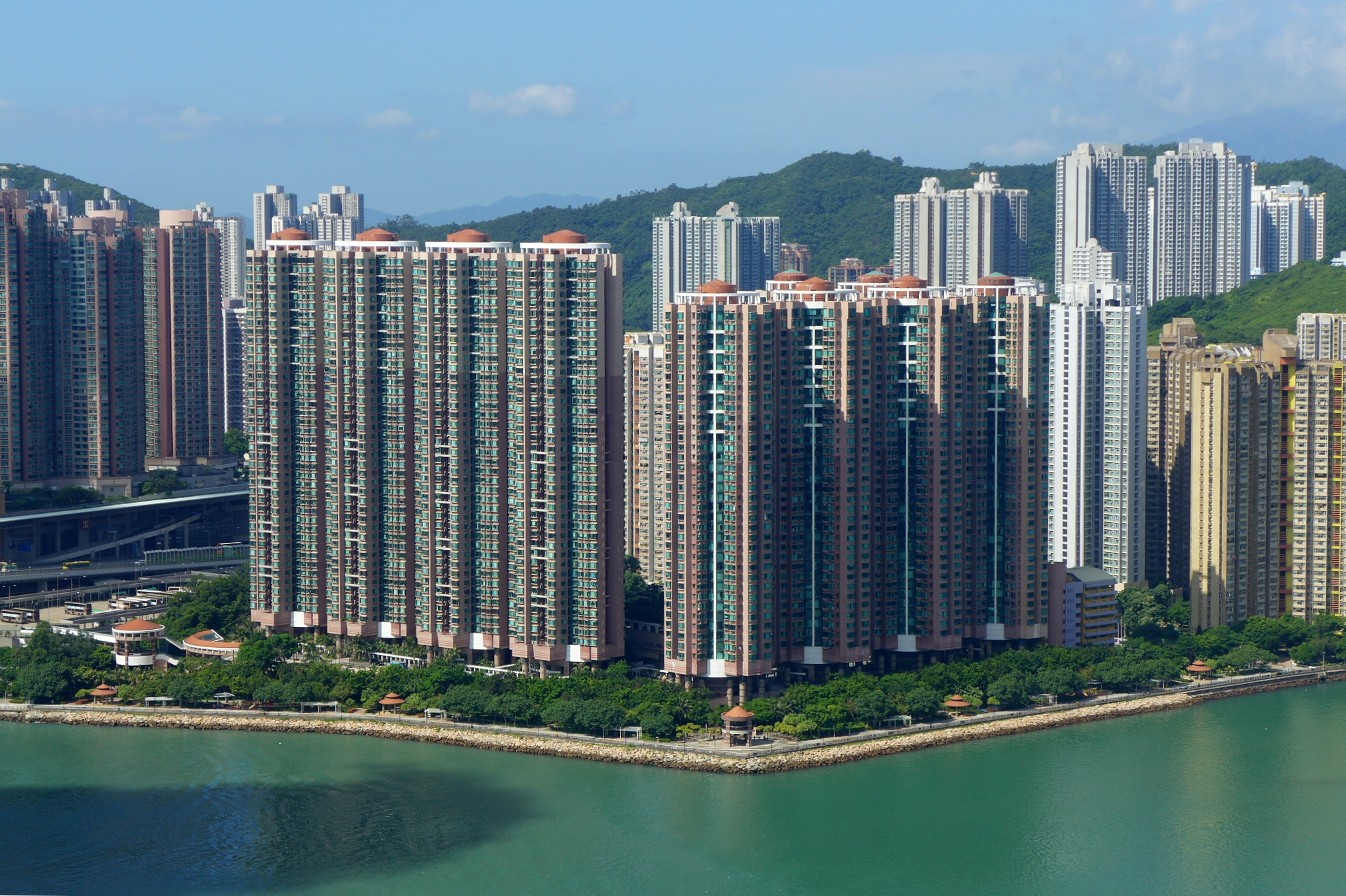
從荃灣如心廣場遠攝灝景灣

灝景灣（英語：Villa Esplanada）是一個位於香港新界青衣島東北岸（牙鷹洲）的私人屋苑，於1998年至2000年落成。發展商為長江實業、新鴻基地產及華潤創業，屋苑的原址是1977年落成、1993年搬遷到茜草灣的華潤油庫。屋苑管理由長江實業旗下的港基物業管理，而商場則由華潤旗下的永得利管理。
屋苑分3期，第1至第3座為第一期，第5至第7座為第二期，第三期則包括第8至第11座，共10幢住宅組成，單位總數為2,824個。
灝景灣鄰近港鐵青衣站及巴士總站，交通方便。屋苑沿海建成，所以部份單位均可以欣賞到海景，而且設施齊全。

## 屋苑資料

### 樓宇
| 樓宇名稱（座號） | 門牌號碼    | 入伙年份 | 層數 | 建築師         | 承建商                                  |
| ---------------- | ----------- | -------- | ---- | -------------- | --------------------------------------- |
| 第1座            | 牙鷹洲街8號 | 1998年   | 36   | 王歐陽（香港） | 天順有限公司 （現名「華營建築」，下同） |
| 第2座            | 牙鷹洲街8號 | 1998年   | 36   | 王歐陽（香港） | 天順有限公司 （現名「華營建築」，下同） |
| 第3座            | 牙鷹洲街8號 | 1998年   | 36   | 王歐陽（香港） | 天順有限公司 （現名「華營建築」，下同） |
| 第5座            | 牙鷹洲街8號 | 1999年   | 35   | 王歐陽（香港） | 華潤營造                                |
| 第6座            | 牙鷹洲街8號 | 1999年   | 35   | 王歐陽（香港） | 華潤營造                                |
| 第7座            | 牙鷹洲街8號 | 1999年   | 35   | 王歐陽（香港） | 華潤營造                                |
| 第8座            | 牙鷹洲街8號 | 2000年   | 40   | 王歐陽（香港） | 華潤營造                                |
| 第9座            | 牙鷹洲街8號 | 2000年   | 40   | 王歐陽（香港） | 華潤營造                                |
| 第10座           | 牙鷹洲街8號 | 2000年   | 40   | 王歐陽（香港） | 華潤營造                                |
| 第11座           | 牙鷹洲街8號 | 2000年   | 40   | 王歐陽（香港） | 華潤營造                                |

灝景灣獲水務署認可其供水系統得到妥善保養和檢查，並獲水務署頒發「大廈優質供水認可計劃－食水（管理系統）」金證書及「大廈優質供水認可計劃－沖廁水」金證書。

## 設施
灝景灣設有購物商場及住客會所，更可通往青衣海濱公園。住客會所設施包括室內恆溫游泳池及室外游泳池、室內及室外水力按摩池、男女更衣室各兩個、兩個桑拿室、兩個蒸汽室、健身室、室內多用途運動場（可用作籃球場、排球場或四個羽毛球場）、乒乓球室、桌球室、壁球室（可用作乒乓球室）、宴會廳（可用作會議室）、兒童遊戲室、閱讀室、自修室（棋趣坊）、餐廳（太陽吧）、室外遊樂場、空中花園、閒座區、三個網球場及五人足球場等。商場內裏有逸逸居（海鮮酒家）、U Select超級市場、小良伴教室及Hair Artist等舖位，餐廳及學之園幼稚園亦位於商場地下。屋苑內設有公共運輸交匯處，有小巴來往屋苑及荃灣德華街（近千色匯）。
此外，在興建灝景灣期間，為政府提供的一幅建校用地，已於2000年建成中華基督教會燕京書院的新校舍。

## 鄰近
- 港鐵青衣站
- 青衣城
- 青宏苑
- 長發邨
- 長安邨

## 圖像

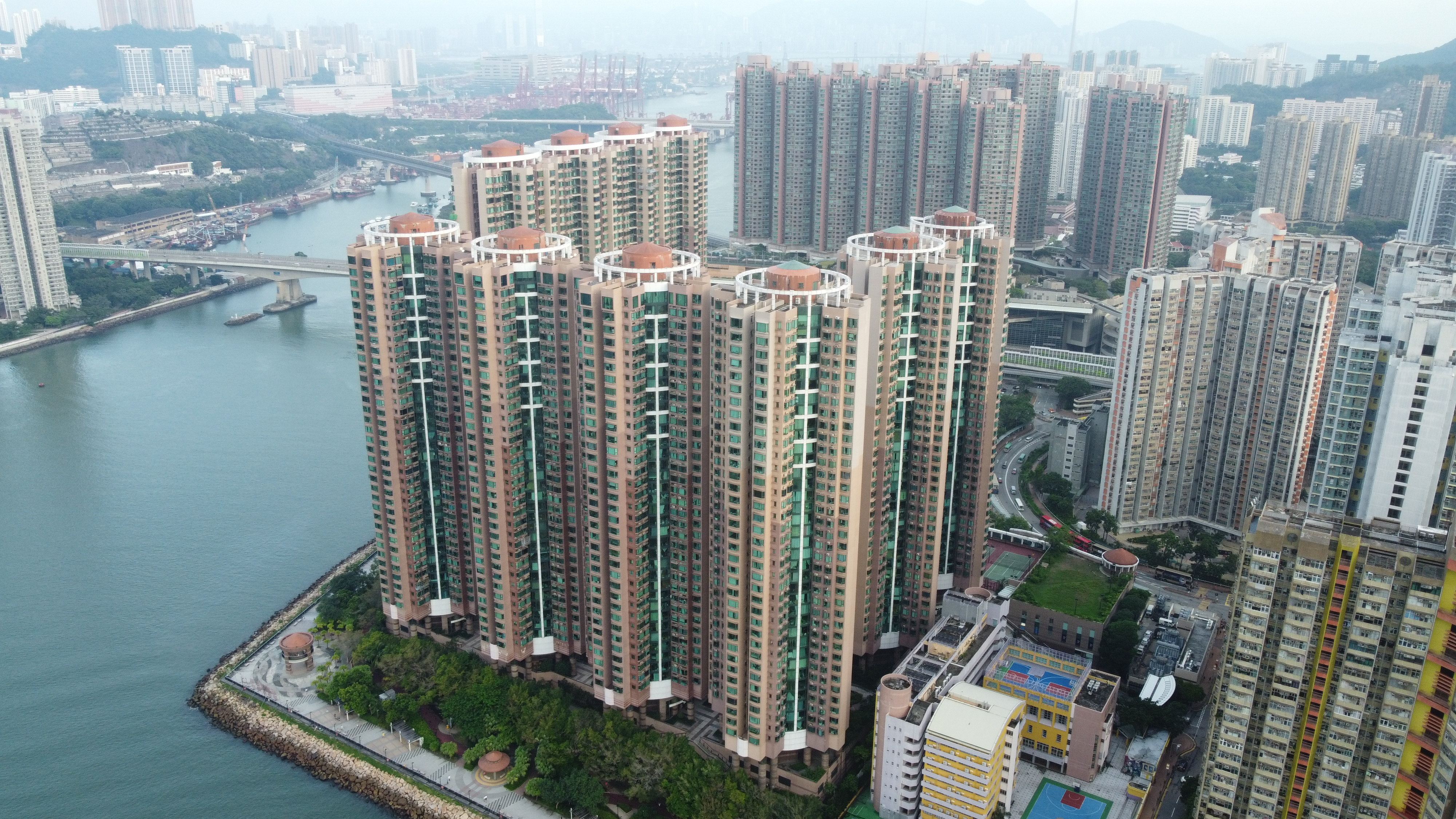
航拍角度的灝景灣
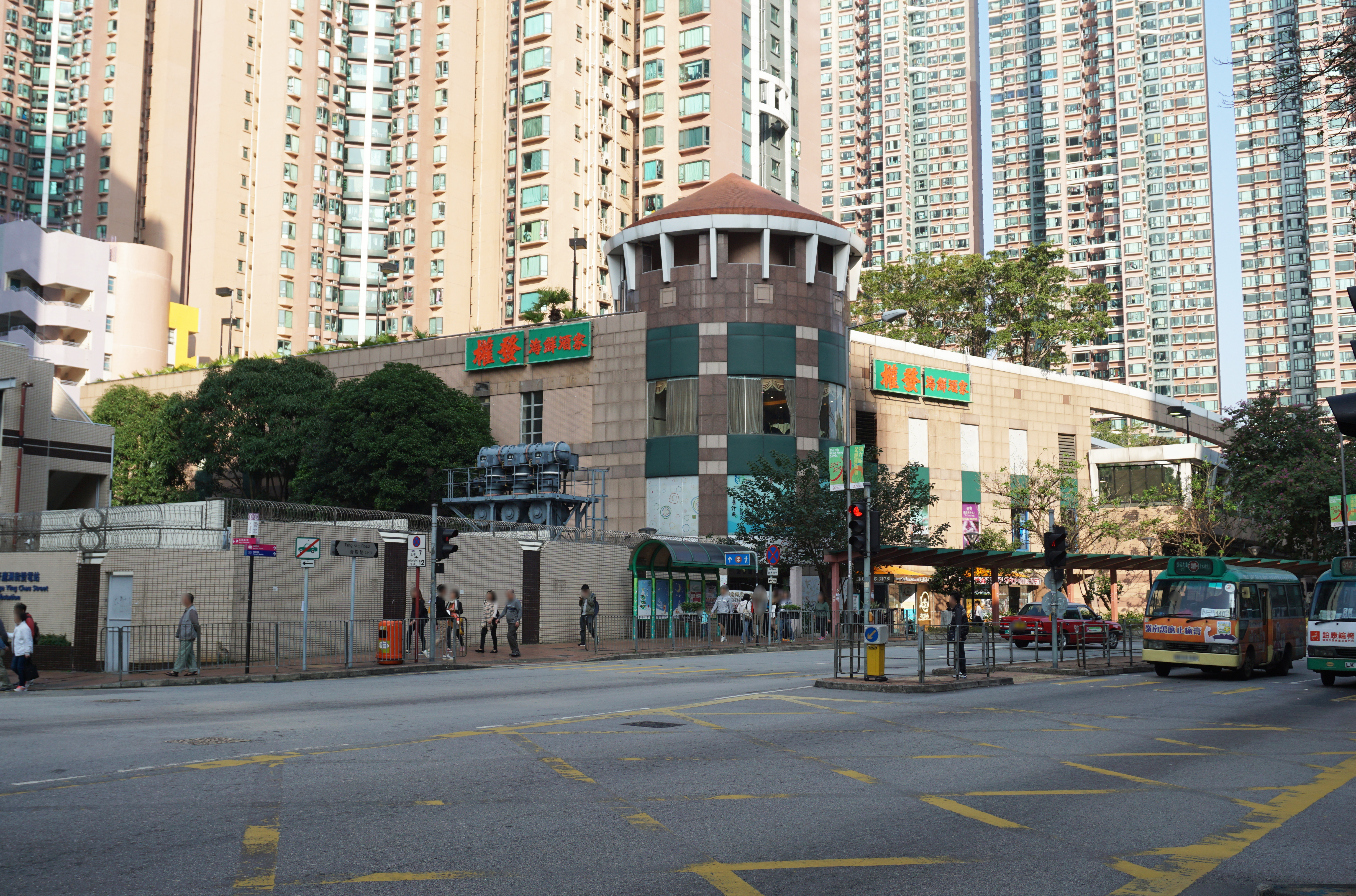
灝景灣商場（2017年）
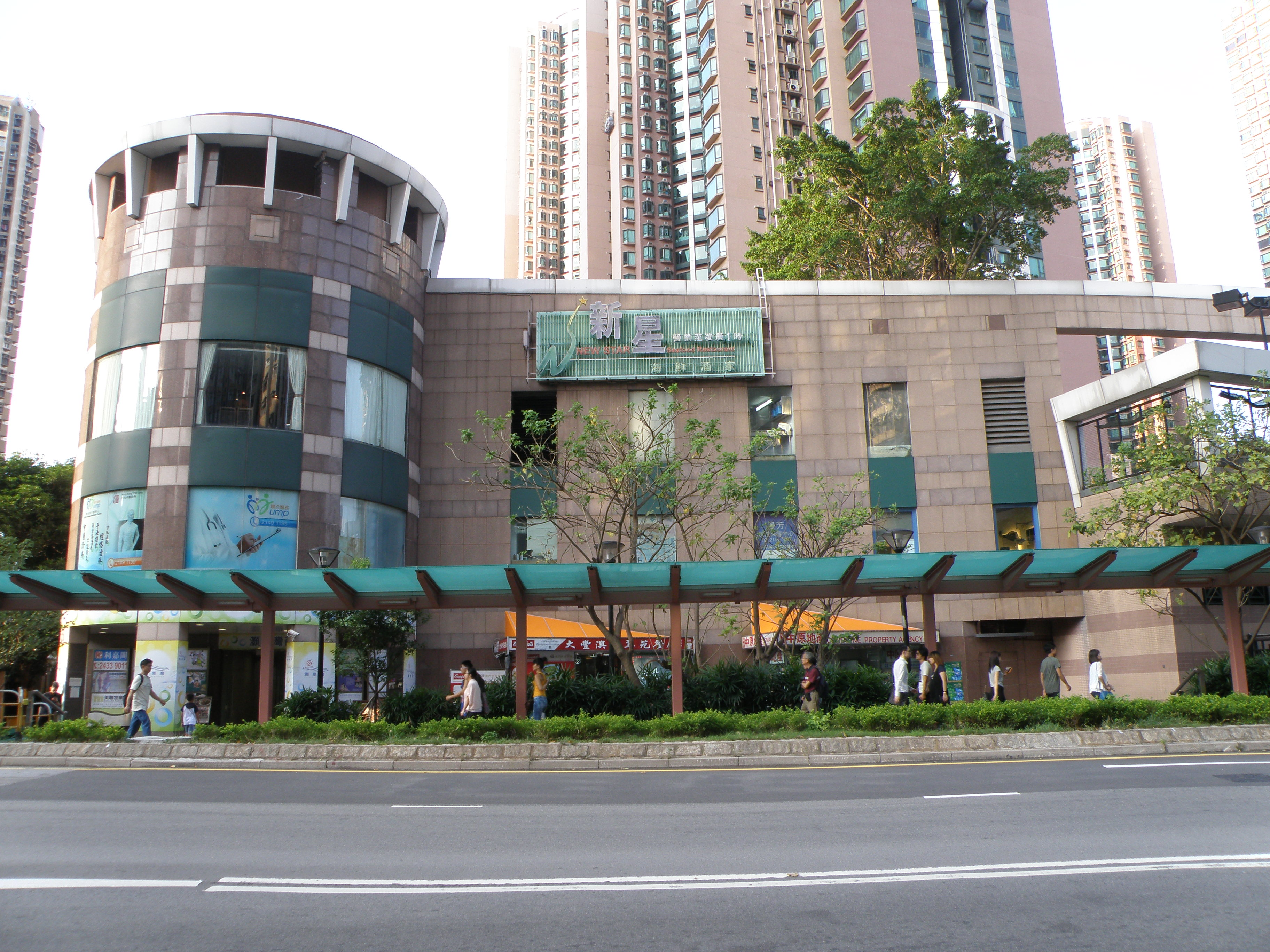
2014年的灝景灣商場，相中的酒樓為「新星海鮮酒家」（已結業）

## 「浩劫灣」
灝景灣第一期在1997年6月份，香港主權移交中國前的樓價高峰期時開售，首批713個單位平均建築呎價達6,300元，但無阻買家入市，登記人龍由銅鑼灣世貿中心登記處，排至紅磡海底隧道入口附近，人潮洶湧情況轟動全城，最終錄得逾3萬張登記，超額189倍，凍結資金106億元，其認購登記及凍資金額紀錄。開售首日全數單位已經沽清。而在20年後，該紀錄由新地發展的元朗Grand YOHO打破。
但發售後隨即碰上政府推出八萬五建屋計劃及亞洲金融風暴雙重打擊，導致樓價大跌，大批業主淪為負資產，藝人白韻琹也是其中之一，因此當年此屋苑旋即被冠以「浩劫灣」的惡名。有住宅業主由購買起足足持有15年，到2011至2012年，樓價才返回購買時的價格。

## 註解
1. ↑  在有關圖則中，燕京書院用地以黃色標註[10]。

## 外部連結
- 灝景灣第二期官方網站
- 灝景灣業主交流天地
- 華潤油庫舊照
- 灝景灣 廣告 （页面存档备份，存于）